# Olympische Sommerspiele 1896/Teilnehmer (Großbritannien)
| Gelbes Symbol für Goldmedaillen mit stilisierten Olympischen Ringen | Graues Symbol für Silbermedaillen mit stilisierten Olympischen Ringen | Braundes Symbol für Bronzemedaillen mit stilisierten Olympischen Ringen |
| ------------------------------------------------------------------- | --------------------------------------------------------------------- | ----------------------------------------------------------------------- |
| 2                                                                   | 3                                                                     | 2                                                                       |

Das Vereinigte Königreich nahm an den Olympischen Sommerspielen 1896 in Athen, Griechenland, mit einer Delegation von zehn Sportlern teil. Eigentlich gewann man noch eine Gold- und eine Bronzemedaille mehr, diese wurden aber nicht angerechnet, da ein gemischtes Doppel mit einer anderen Nation gespielt wurde.

## Medaillengewinner

### Olympiasieger
| Name              | Sportart     | Wettkampf |
| ----------------- | ------------ | --------- |
| John Pius Boland  | Tennis       | Einzel    |
| Launceston Elliot | Gewichtheben | Einarmig  |

### Zweite
| Name              | Sportart       | Wettkampf         |
| ----------------- | -------------- | ----------------- |
| Launceston Elliot | Gewichtheben   | Zweiarmig         |
| Grantley Goulding | Leichtathletik | 110 Meter Hürden  |
| Frederick Keeping | Radsport       | 12-Stunden-Rennen |

### Dritte
| Name           | Sportart       | Wettkampf     |
| -------------- | -------------- | ------------- |
| Charles Gmelin | Leichtathletik | 400 Meter     |
| Edward Battell | Radsport       | Straßenrennen |

## Teilnehmer nach Sportarten

### Gewichtheben
- Launceston Elliot
Einarmig: Olympiasieger 
Zweiarmig: Zweiter

### Leichtathletik
| Athleten          | Wettbewerb | Vorlauf    | Vorlauf | Finale        | Finale        | Rang |
| Athleten          | Wettbewerb | Zeit       | Rang    | Zeit          | Rang          | Rang |
| ----------------- | ---------- | ---------- | ------- | ------------- | ------------- | ---- |
| Männer            |            |            |         |               |               |      |
| Charles Gmelin    | 100 m      | 12,9 s     | 3       | ausgeschieden | ausgeschieden |      |
|                   | 400 m      | 1:00,5 min | 2       | 56,7 s        | 3             | 3    |
| Launceston Elliot | 100 m      | 12,9 s     | 3       | ausgeschieden | ausgeschieden |      |
| George Marshall   | 100 m      | unbekannt  | 5       | ausgeschieden | ausgeschieden |      |
|                   | 800 m      |            |         | ausgeschieden | ausgeschieden |      |

- Grantley Goulding
110 Meter Hürden: Zweiter
- George Stuart Robertson
Diskuswurf: 4. Platz

### Radsport
- Edward Battell
Straßenrennen: 3. Platz
333 ⅓ m Zeitfahren: 4. Platz
100 Kilometer: DNF[1]
- Frederick Keeping
12-Stunden-Rennen: Zweiter 
333 ⅓ m Zeitfahren: 5. Platz

### Ringen
- Launceston Elliot
griechisch-römisch: 4. Platz

### Schießen
- Sidney Merlin
Dienstrevolver (25 m): ??
Pistole (25 m): DNS[2]
Militärgewehr (300 m): ??
Militärgewehr (200 m): 10. Platz
- Machonet
Militärgewehr (200 m): ??

### Tennis
- John Pius Boland
Einzel: Olympiasieger 
Doppel: Olympiasieger  (siehe:  Gemischte Mannschaft)
- George Stuart Robertson
Einzel: 8. Platz
Doppel: 3. Platz (siehe:  Gemischte Mannschaft)

### Turnen
- Launceston Elliot
Tauhangel: 5. Platz